# Coleophora dentatella
Coleophora dentatella is een vlinder uit de familie kokermotten (Coleophoridae). De wetenschappelijke naam is voor het eerst geldig gepubliceerd in 1967 door Toll & Amsel.
De soort komt voor in Europa.